# Promachus cornutus
Promachus cornutus là một loài ruồi trong họ Asilidae. Promachus cornutus được Hobby miêu tả năm 1936.